# 假管鸢尾蒜
假管鸢尾蒜（学名：Ixiolirion tataricum var. ixiolirioides）为石蒜科鸢尾蒜属下的一个变种。

## 扩展阅读
- 維基物種上的相關：假管鸢尾蒜